# Архиепископ Новой Юстинианы и всего Кипра
Блаже́ннейший Архиепи́скоп Но́вой Юстиниа́ны и всего́ Ки́пра (греч. ῾Ο Μακαριώτατος ᾿Αρχιεπίσκοπος Νέας ᾿Ιουστινιανῆς καί πάσης Κύπρου) — официальный титул предстоятеля Кипрской православной церкви. Церковная власть архиепископа распространяется на весь Кипр и прилегающие острова. Кипрская православная церковь — одна из древнейших.
С 431 года Кипрская церковь имеет автокефальный статус. 
При этом император Зенон в знак признания самостоятельного статуса Церкви острова предоставил архиепископу Кипрскому право подписываться красными чернилами, облачаться в порфиру и держать скипетр, а не епископский жезл.
В VII веке по инициативе императора Юстиниана II из-за участившихся опустошительных нападений арабов на остров Кипр для того, чтобы вывести часть населения с наиболее страдаемых от этих нашествий областей острова, а также чтобы укрепить геллеспонтские проливы и затруднить доступ арабских пиратов в Константинополь, состоялось перемещение части населения острова Кипр, в основном из столицы острова Константии, в Артаку. В Артаку была переведена и кафедра Кипрского архиепископа, отчего он дополнительно стал именоваться архиепископом Новой Юстинианы. Данный титул был утверждён 39 Правилом Трулльского собора в 691 года и используется до настоящего времени.
В диптихах РПЦ Кипрская церковь стоит на десятом месте между Болгарской и Элладской.